# Аламо, Рикардо
Не́льсон Рика́рдо Ала́мо Фло́рес (исп. Nelson Ricardo Álamo Flores; род. 10 декабря 1970, Каракас) — венесуэльский актёр.

## Биография
Родился в Каракасе (Венесуэла). Начал свою карьеру в сотрудничестве с независимой продюсерской компанией Mars TV с небольших ролей в телесериалах, таких как La loba herida, Sirena и Cruz de nadie.
Прославился благодаря своим ролям в телесериалах «Избалованная девчонка», «Луиза Фернанда» и «Мои три сестры».
После короткого перерыва Аламо сыграл роль доктора в телесериале «Идеальная женщина» с Моникой Спир. В 2012 году сыграл роль Хосе в телесериале «Боже мой».
В 2014 году Аламо уходит из кино и работает продюсером.
В 2015 году он проживает в Майами и решает создать компанию по производству аудиовизуального контента, проект не сработал. Поэтому, чтобы иметь возможность поддерживать свою семью, Аламо некоторое время работал в службе такси Uber.
В 2017 году Аламо был приглашен компанией Telemundo Global Studios для рождественской программы Milagros de Navidad.

## Личная жизнь
В мае 2004 года Аламо женился на актрисе Марджори де Соуса, но позже они развелись.

## Фильмография
| Год       | Название                   | Роль           | Примечания   |
| --------- | -------------------------- | -------------- | ------------ |
| 1992      | Раненая волчица            | Карлитос       |              |
| 1993      | Сирена                     |                |              |
| 1994      | Ничей крест                |                |              |
| 1997      | Мария де лос Анхелес       | Rogelio Vargas |              |
| 1998      | Королева сердец            | Жан Пол        |              |
| 1998      | Избалованная девчонка      | Хосэ           |              |
| 1999      | Луиза Фернанда             | Мигель Энрике  |              |
| 2000      | Мои три сестры             | Сантьяго       | главная роль |
| 2002      | Девственница               | Маурисио       | главная роль |
| 2003      | Ребека                     | Эдуардо        | главная роль |
| 2004      | Любовь прекрасна           | Бернардо       |              |
| 2005      | Быть красивой недостаточно | Алехандро      |              |
| 2006      | Праздник козла             | Рауль          |              |
| 2007      | Презрение                  | Мигель         | главная роль |
| 2010      | Идеальная женщина          | Сантьяго       | главная роль |
| 2012      | Помоги мне, Боже!          | Хосэ           | главная роль |
| 2013-2014 | В любом случае Роза        | Леонардо       | главная роль |
| 2017      | Чудеса под Рождество       | Менни          |              |
| 2018      | Моя идеальная семья        | Рафаэль        |              |
| 2018      | Они любят, они лгут        | Гумберто       |              |